# Thuyền buồm tại Đại hội Thể thao Đông Nam Á 2015
Thuyền buồm tại Đại hội Thể thao Đông Nam Á năm 2015 diễn ra từ ngày 6 đến 14 tháng 6 tại National Sailing Centre và Marina Bay, Singapore, với 123 vận động viên đến từ bảy quốc gia tranh tài ở 20 nội dung tiêu chuẩn quốc tế, bao gồm RS:X, Laser, Laser Radial, Optimist, 420, 470, 49erFX, đội thuyền keelboat và nội dung trận đồng đội Optimist. 
Các nội dung đua được tổ chức theo ba giai đoạn gồm vòng sơ loại (preliminary), vòng bán kết/trận loại (semifinal hoặc match races) và chặng trao huy chương cuối cùng. Đoàn chủ nhà Singapore thể hiện sức mạnh thống trị ở môn thuyền buồm khi giành tới 10 tấm huy chương vàng, xếp nhất toàn đoàn.

## Lịch trình thi đấu
| P | Vòng sơ loại | ½ | Vòng bán kết | M | Vòng tranh hut chương |

| Nội dung↓/Ngày→                 | 6/6 | 7/6 | 7/6 | 8/6 | 9/6 | 9/6 | 10/6 | 11/6 | 12/6 | 12/6 | 13/6 | 14/6 |
| ------------------------------- | --- | --- | --- | --- | --- | --- | ---- | ---- | ---- | ---- | ---- | ---- |
| RS:X nam                        | P   | P   | P   |     | P   | P   | M    |      |      |      |      |      |
| Laser nam                       | P   | P   | P   | P   | M   | M   |      |      |      |      |      |      |
| 470 nam                         |     |     |     |     | P   | P   | P    | P    |      |      | M    |      |
| 420 nam                         |     |     |     |     |     |     | P    | P    | P    | P    |      | M    |
| Optimist nam                    |     |     |     |     |     |     | P    | P    | P    | P    | M    |      |
| Laser Radial (U19) nam          | P   | P   | P   | P   | P   | M   |      |      |      |      |      |      |
| Match Racing nam                |     |     |     |     |     |     |      | P    |      |      |      | M    |
| Fleet Racing nam                | P   | P   | P   | P   | P   | M   |      |      |      |      |      |      |
| Racing Laser đồng đội nam       |     |     |     |     |     |     |      | P    | ½    | ½    | M    | M    |
| RS:X nữ                         | P   | P   | P   |     | P   | P   | M    |      |      |      |      |      |
| 49erFX nữ                       |     |     |     |     |     |     | P    | P    | P    | P    |      | M    |
| Laser Radial nữ                 | P   | P   | P   | P   | P   | M   |      |      |      |      |      |      |
| 470 nữ                          |     |     |     |     | P   | P   | P    | P    |      |      | M    |      |
| 420 nữ                          |     |     |     |     |     |     | P    | P    | P    | P    |      | M    |
| Optimist nữ                     |     |     |     |     |     |     | P    | P    | P    | P    | M    |      |
| Laser Radial (U19) nữ           | P   | P   | P   | P   | P   | M   |      |      |      |      |      |      |
| Match Racing nữ                 |     |     |     |     |     |     |      |      | P    | ½    | M    | M    |
| Fleet Racing nữ                 |     | P   | P   | P   | P   | M   |      |      |      |      |      |      |
| Racing Laser Radial đồng đội nữ |     |     |     |     |     |     |      | P    | P    | ½    | M    | M    |
| Racing Optimist đồng đội nữ     | P   | P   | M   |     |     |     |      |      |      |      |      |      |

## Tóm tắt kết quả

### Bảng huy chương
| Hạng               | Đoàn               | Vàng | Bạc | Đồng | Tổng số |
| ------------------ | ------------------ | ---- | --- | ---- | ------- |
| 1                  | Singapore (SIN)    | 10   | 7   | 1    | 18      |
| 2                  | Malaysia (MAS)     | 7    | 5   | 2    | 14      |
| 3                  | Thái Lan (THA)     | 2    | 6   | 8    | 16      |
| 4                  | Philippines (PHI)  | 1    | 2   | 0    | 3       |
| 5                  | Indonesia (INA)    | 0    | 0   | 3    | 3       |
| Tổng số (5 đơn vị) | Tổng số (5 đơn vị) | 20   | 20  | 14   | 54      |

### Nam
| Nội dung                       | Vàng                                                                                                   | Bạc                                                                              | Đồng                                                                      |
| ------------------------------ | --- | -------------------------------------------------------------------------------- | ------------------------------------------------------------------------- |
| Laser Standard                 | Cheng Xinru Colin · Singapore                                                                          | Khairulnizam Afendy · Malaysia                                                   | Keerati Bualong · Thái Lan                                                |
| 470                            | Singapore (SIN) - Choy Wong Loong Darren - Yeo Jeremiah                                                | Philippines (PHI) - Lester Troy Tayong - Emerson Villena                         | Thái Lan (THA) - Thanapong Kamonvat - Navee Thamsoontorn                  |
| Windsurfing RS:X               | Natthaphong Phonoppharat · Thái Lan                                                                    | Ong Leonard · Singapore                                                          | I Gusti Made Oka Sulaksana · Indonesia                                    |
| Optimist (U16)                 | Muhammad Fauzi Bin Kaman Shah · Malaysia                                                               | Suthon Yampinid · Thái Lan                                                       | Toh Daniel Ian · Singapore                                                |
| Match Racing Keelboat          | Philippines (PHI) - Ridgely Balladares - Rommel Chavez - Richly Arquino Magsanay                       | Singapore (SIN) - Koh Kia Ler James - Koh Yi Nian - Lai Xuan Yi Jodie            | Không trao huy chương                                                     |
| Laser Radial (U19)             | Chin Cheok Khoon Bernie · Singapore                                                                    | Apiwat Sringam · Thái Lan                                                        | Zainuddin Ahmad · Indonesia                                               |
| 420 (U19)                      | Malaysia (MAS) - Muhammad Uzair Amin Mohd Yusof - Naquib Eiman Shahrin                                 | Singapore (SIN) - Noor Azniza Binteh - Lim Jia Yi                                | Thái Lan (THA) - Puvich Chanyim - Sarawut Phetsiri                        |
| Fleet Racing Keelboat          | Singapore (SIN) - Chan Hian Gee Stanley - Kiong Lye Ming Anthony - Ng Wee Tai Colin                    | Philippines (PHI) - Ridgely Balladares - Rommel Chavez - Richly Arquino Magsanay | Thái Lan (THA) - Wiwat Poonpat - Anun Daochanterk - Tossaphon Jonjaitrong |
| Racing Laser Standard đồng đội | Malaysia (MAS) - Ahmad Latif Khan Bin Ali Sabri Khan - Muhammad Farhan Bin Hamid - Khairulnizam Afendy | Singapore (SIN) - Cheng Xinru Colin - Lo Jun Han Ryan - Scott Glen Sydney        | Không trao huy chương                                                     |

### Nữ
| Nội dung                     | Vàng | Bạc | Đồng                                                                                 |
| ---------------------------- | --- | --- | ------------------------------------------------------------------------------------ |
| Laser Radial                 | Kamolwan Chanyim · Thái Lan                                                                                       | Chan Jing Hua Victoria · Singapore                                                                                 | Khairunneeta Mohd Afendy · Malaysia                                                  |
| 470                          | Malaysia (MAS) - Tan Jing Wei - Norashikin Binte Mohamad Sayed                                                    | Thái Lan (THA) - Panida Suksomporn - Narisara Yu-Sawat                                                             | Không trao huy chương                                                                |
| Windsurfing RS:X             | Yong Pei Lin Audrey · Singapore                                                                                   | Siripon Kaewduang-Ngam · Thái Lan                                                                                  | Hoiriyah Hoiriyah · Indonesia                                                        |
| Skiff 49er FX                | Singapore (SIN) - Khng Griselda - Tan Li Ching Sara                                                               | Malaysia (MAS) - Tan Hong Mui Rufina - Tsen Connie Riverra                                                         | Không trao huy chương                                                                |
| Optimist (U16)               | Lai Xuan Yi Jodie · Singapore                                                                                     | Kamonchanok Klahan · Thái Lan                                                                                      | Nor Nabila Natasha Binte Mohd Nazri · Malaysia                                       |
| Match Racing Keelboat        | Singapore (SIN) - Choo Bei Fen Jovina - Lam Peiyi Terena - Liu Xiaodan Dawn - Ng Hui Min Daniella                 | Malaysia (MAS) - Nurul Elia Binte Anuar - Geh Cheow Lin - Nur Amirah Binte Hamid - Umi Norwahida Binte Sallahuddin | Thái Lan (THA) - Jongkol Channart - Sai Chimsawat - Benjamas Poonpat - Yupa Tananong |
| Laser Radial (U19)           | Nur Shazrin Mohamad Latif · Malaysia                                                                              | Kanapan Pachatikapanya · Thái Lan                                                                                  | Không trao huy chương                                                                |
| 420 (U19)                    | Singapore (SIN) - Samantha Annabelle Neubronner - Elisa Yukie Yokoyama                                            | Malaysia (MAS) - Nor Adriana Adlyna Binte Mohd Nazri - Siti Nur Fatihah Binte Norulakhairi                         | Thái Lan (THA) - Piriyaporn Kangkla - Chaninat Poolsirikot                           |
| Fleet Racing Keelboat        | Singapore (SIN) - Choo Bei Fen Jovina - Lam Peiyi Terena - Liu Xiaodan Dawn - Ng Hui Min Daniella                 | Malaysia (MAS) - Nurul Elia Anuar - Geh Cheow Lin - Nur Amirah Hamid - Umi Norwahida Sallahuddin                   | Thái Lan (THA) - Jongkol Channart - Sai Chimsawat - Benjamas Poonpat - Yupa Tananong |
| Racing Laser Radial đồng đội | Malaysia (MAS) - Nur Shazrin Binte Mohamad Latif - Nurliyana Binte Mohamad Latif - Khairunneeta Binte Mohd Afendy | Singapore (SIN) - Chan Jing Hua Victoria - Goh Kai Ling Jessica - Yin Yueling Elizabeth                            | Không trao huy chương                                                                |

### Hỗn hợp
| Event                          | Vàng | Bạc | Đồng |
| ------------------------------ | --- | --- | --- |
| Racing Optimist (U16) đồng đội | Malaysia (MAS) - Muhammad Fauzi Kaman Shah - Abdul Latif Mansur - Nor Nabila Natasha Mohd Nazri - Nur Aisah Rose Ramlee - Muhammad Dhiauddin Bin Rozain | Singapore (SIN) - Koh Kia Ler James - Koh Yi Nian - Lai Xuan Yi Jodie - Muhammad Daniel Kei Bin Yazid - Toh Daniel Ian | Thái Lan (THA) - Kamonchanok Klahan - Saranwong Poonpat - Voravong rachrattanaruk - Chanokchon Wangsuk - Suthon Yampinid |